# نبرد تکمه‌ها
نبرد تکمه‌ها (انگلیسی: War of the Buttons) فیلمی در ژانر درام است که در سال ۱۹۹۴ منتشر شد. از بازیگران آن می‌توان به کالم مینی و لیام کانینگهام اشاره کرد.